# 松原奈緒美
松原 奈緒美は、日本のコミュニケーション・マナー講師。EXSIA代表。NPO法人日本サービスマナー協会ゼネラルマネージャー講師。愛知県江南市出身。